# Carl von Linde
Carl Paul Gottfried Linde (11. června 1842, Berndorf – 16. listopadu 1934, Mnichov) byl německý vědec, inženýr a podnikatel. Objevil chladicí cyklus a vynalezl první průmyslové procesy separace vzduchu a zkapalňování plynu, které vedly k vytvoření první spolehlivé a efektivní chladničky na stlačený amoniak v roce 1876. Tyto průlomy umožnily také objevy, jež vedly k udělení Nobelovy ceny za fyziku za rok 1913, kterou dostal Heike Kamerlingh Onnes. Linde byl členem řady vědeckých a technických družení, mimo jiné Bavorské akademie přírodních a humanitních věd. Byl také zakladatelem společnosti Linde, později světově největšího výrobce průmyslových plynů, a vytvořil dodavatelský řetězec průmyslových plynů jako ziskový druh podnikání. V roce 1897 byl povýšen do šlechtického stavu jako Ritter von Linde.